# Chalcides chalcides
La luscengola (Chalcides chalcides Linnaeus, 1758) è un piccolo sauro appartenente alla famiglia degli Scincidi, diffusa nei paesi del bacino occidentale del mar Mediterraneo.

## Descrizione
La caratteristica principale di questa specie è di possedere arti molto piccoli, pressoché atrofizzati. Il corpo,  serpentiforme, lungo sino a 40 cm, lucido, ha un colore che può andare dal verde oliva al grigio, al marrone, con striature nere. La coda, come avviene nelle lucertole, può staccarsi quando l'animale viene afferrato per questa parte del corpo (autotomia).

## Biologia
Vive in ambienti erbosi e esposti al sole, essendo un animale pecilotermo.
Non depone uova, è ovovivipara.

## Distribuzione e habitat
È localizzata nel Mediterraneo Occidentale (Italia e Nordafrica). In Spagna, Francia meridionale e Liguria occidentale è sostituita da Chalcides striatus, specie separata recentemente in base a studi a carattere biochimico e morfologico.
Il suo habitat tipico è rappresentato dalle zone erbose e umide e i cespuglieti più freschi della macchia mediterranea.

## Tassonomia
Si distinguono due sottospecie: 
- Chalcides chalcides chalcides, sottospecie propria dell'Italia peninsulare, Sicilia ed Elba
- Chalcides chalcides vittatus presente in Sardegna e nel Nordafrica (Algeria orientale, Tunisia, Libia).